# مقاطعة جينيسي (ميشيغان)
مقاطعة جينيسي (بالإنجليزية: Genesee County, Michigan)‏ هي مقاطعة تقع في جنوب شرقي شبه الجزيرة السفلى بولاية ميشيغان في الولايات المتحدة. تأسست سنة 1835، بلغ عدد سكانها 418,408 نسمة في تعداد عام 2010 بحسب بيانات مكتب تعداد الولايات المتحدة، وتصل الكثافة السكانية فيها 256.8 نسمة/كم2.

## أعلام
- كارل جونسون
- هيو الكسندر كروفورد

## وصلات خارجية
- United States Counties